# Wilfrid Wilson Gibson
Wilfrid Wilson Gibson (* 2. Oktober 1878 in Hexham, Northumberland; † 26. Mai 1962 in Virginia Water, Surrey) war ein britischer Dichter.
Wilfrid Wilson Gibson gehörte zu den Dymock Poets. Obwohl diese Gruppe in Gloucestershire beheimatet war, war Northumberland, wo er geboren wurde, Motiv vieler seiner Gedichte. Diese begann er schon vor dem Ersten Weltkrieg zu veröffentlichen. Gibson war auch in der von Edward Marsh herausgegebenen Gedichtsammlung Georgian Poetry vertreten und darf deshalb den Georgian Poets zugerechnet werden.

## Werke (Auszug)
- Collected poems, 1905–1925, London: Macmillan and Co., 1926
- Poems (1904–1917), New York, Macmillan, 1917
- Livelihood: dramatic reveries, New York: Macmillan, 1917
- Daily bread, New York: Macmillan, 1916
- Fires, New York: Macmillan, 1912